# Matilda Bruce
Matilda Bruce o Maud Bruce, anche nota come Matilda di Scozia (... – Aberdeen, 30 luglio 1353) è stata una principessa scozzese.

## Biografia
Era figlia di re Roberto I di Scozia e della sua seconda moglie Elizabeth de Burgh.
Si sposò con uno scudiero, Thomas Isaac, ed ebbe da lui due figlie:
- Joan Isaac, sposata a Giovanni di Lorne;
- Catherine Isaac.

Per la condizione umile del marito e per la sua discendenza unicamente femminile non venne mai presa in considerazione dal fratello Davide II di Scozia per la successione al trono, ma le venne comunque concesso di essere sepolta nell'abbazia di Dunfermline quando morì, nel 1353.

## Ascendenza
|                                       |                 |                         | Genitori                                 |  |  | Nonni |  |  | Bisnonni                             |  |  | Trisnonni                             |  |
|                                       |                 |                         |                                          |  |  |       |  |  | Robert Bruce, V Signore di Annandale |  |  | Robert Bruce, IV Signore di Annandale |  |
|                                       |                 |                         |                                          |  |  |       |  |  | Robert Bruce, V Signore di Annandale |  |  | Robert Bruce, IV Signore di Annandale |  |
|                                       |                 | Isobel di Huntingdon    |                                          |  |  |       |  |  | Robert Bruce, V Signore di Annandale |  |  |                                       |  |
| Robert Bruce, VI signore di Annandale |                 |                         |                                          |  |  |       |  |  | Robert Bruce, V Signore di Annandale |  |  |                                       |  |
|                                       |                 | Isabella di Clare       | Gilberto di Clare, V conte di Gloucester |  |  |       |  |  |                                      |  |  |                                       |  |
|                                       |                 | Isabella di Clare       | Gilberto di Clare, V conte di Gloucester |  |  |       |  |  |                                      |  |  |                                       |  |
|                                       |                 | Isabella di Clare       | Isabella di Pembroke                     |  |  |       |  |  |                                      |  |  |                                       |  |
| Roberto I di Scozia                   |                 | Isabella di Clare       |                                          |  |  |       |  |  |                                      |  |  |                                       |  |
|                                       |                 | Niall, conte di Carrick | Donnchad, conte di Carrick               |  |  |       |  |  |                                      |  |  |                                       |  |
|                                       |                 | Niall, conte di Carrick | Donnchad, conte di Carrick               |  |  |       |  |  |                                      |  |  |                                       |  |
|                                       |                 | Niall, conte di Carrick | Avelina (forse)                          |  |  |       |  |  |                                      |  |  |                                       |  |
| Marjorie, Contessa di Carrick         |                 | Niall, conte di Carrick |                                          |  |  |       |  |  |                                      |  |  |                                       |  |
|                                       |                 | Margaret Stewart        | Walter Stewart                           |  |  |       |  |  |                                      |  |  |                                       |  |
|                                       |                 | Margaret Stewart        | Walter Stewart                           |  |  |       |  |  |                                      |  |  |                                       |  |
|                                       |                 | Margaret Stewart        | Bethoc di Angus                          |  |  |       |  |  |                                      |  |  |                                       |  |
| Matilda Bruce                         |                 | Margaret Stewart        |                                          |  |  |       |  |  |                                      |  |  |                                       |  |
|                                       | Walter de Burgh | Richard Mor de Burgh    |                                          |  |  |       |  |  |                                      |  |  |                                       |  |
|                                       | Walter de Burgh | Richard Mor de Burgh    |                                          |  |  |       |  |  |                                      |  |  |                                       |  |
|                                       | Walter de Burgh | Egidia de Lacy          |                                          |  |  |       |  |  |                                      |  |  |                                       |  |
| Richard Og de Burgh                   | Walter de Burgh |                         |                                          |  |  |       |  |  |                                      |  |  |                                       |  |
|                                       |                 | Isabel FitzJohn         | John FitzJoeffrey                        |  |  |       |  |  |                                      |  |  |                                       |  |
|                                       |                 | Isabel FitzJohn         | John FitzJoeffrey                        |  |  |       |  |  |                                      |  |  |                                       |  |
|                                       |                 | Isabel FitzJohn         | Isabella Bigod                           |  |  |       |  |  |                                      |  |  |                                       |  |
| Elizabeth de Burgh                    |                 | Isabel FitzJohn         |                                          |  |  |       |  |  |                                      |  |  |                                       |  |
|                                       |                 | John de Burgh           | Hubert de Burgh                          |  |  |       |  |  |                                      |  |  |                                       |  |
|                                       |                 | John de Burgh           | Hubert de Burgh                          |  |  |       |  |  |                                      |  |  |                                       |  |
|                                       |                 | John de Burgh           | Beatrice de Warenne                      |  |  |       |  |  |                                      |  |  |                                       |  |
| Margarithe de Burgh                   |                 | John de Burgh           |                                          |  |  |       |  |  |                                      |  |  |                                       |  |
|                                       |                 | Hawise de Lanvaley      | William III de Lanvaley                  |  |  |       |  |  |                                      |  |  |                                       |  |
|                                       |                 | Hawise de Lanvaley      | William III de Lanvaley                  |  |  |       |  |  |                                      |  |  |                                       |  |
|                                       |                 | Hawise de Lanvaley      | Maud Peche                               |  |  |       |  |  |                                      |  |  |                                       |  |
|                                       |                 | Hawise de Lanvaley      |                                          |  |  |       |  |  |                                      |  |  |                                       |  |